# Lípa u kostela v Trstěnicích
Lípa u kostela v Trstěnicích je památný strom lípa velkolistá (Tilia platyphyllos), nejmohutnější ze stromů, které obklopují kostel svatého Víta v Trstěnicích v okrese Cheb v Karlovarském kraji. Strom má prohnutý kmen, který se dolů rozbíhá do vysokého kužele kořenových náběhů, vzhůru rozšiřuje do tří hlavních kosterních větví. Na západní straně má kmen dlouhé svislé rýhy, které pomáhají udržovat stabilitu lípy, naklánějící se od kostela. Obvod kmene měří 395 cm, koruna sahá do výšky 25 m (měření 2013). Strom je chráněn od roku 2013 pro svůj vzrůst a jako součást kulturní památky.

## Stromy v okolí
- Dub u Horní Vsi
- Dub u Hamrnického zámečku
- Dub U oříšku
- Jilm ve Vlkovicích
- Chodovoplánský dub